# حسین ابوذری
حسین ابوذری (متولد ۲۷ اردیبهشت ۱۳۷۸ در ساری) کشتی‌گیر آزادکار، ورزشکار تیم ملی ایران است.
از افتخارات وی می‌توان به کسب مدال برنز مسابقات قهرمانی مردان آسیا ۲۰۲۴ بیشکک قرقیزستان و مدال نقره بازی‌های همبستگی کشورهای اسلامی قونیه ترکیه ۲۰۲۱ و مدال نقره رنکینگ اتحادیه جهانی کشتی زاگرب کرواسی ۲۰۲۴ و سه سال پیاپی (۱۴۰۱و۱۴۰۲و۱۴۰۳) مقام قهرمانی مسابقات قهرمانی کشور و انتخابی تیم ملی بزرگسالان اشاره کرد.

## فعالیت حرفه‌ای ورزشی

### بازی‌های جهانی همبستگی کشورهای اسلامی ۲۰۲۱
در وزن ۷۰ کیلوگرم حسین ابوذری در دور نخست با نتیجه ۱۰ بر صفر مقابل عبدالجمال اسپارتان از اوگاندا پیروز شد وی در دور بعد با  نتیجه ۱۰ بر صفر باکار از گینه بیسائو را مغلوب کرد و راهی مرحله نیمه نهایی شد. ابوذری در این دیدار با نتیجه ۳ بر صفر از سد ظفربک اوتاخانوف از ازبکستان گذشت و به دیدار فینال راه یافت. آزادکار ساروی تیم ملی در دیدار پایانی با ارنظر آکمات علی‌اف دارنده مدال نقره جهان از قرقیزستان روبرو شد و با نتیجه ۶ بر صفر شکست خورد و مدال نقره گرفت.

### قهرمانی کشتی آسیا ۲۰۲۴
در وزن ۷۴ کیلوگرم حسین ابوذری در دور اول با نتیجه ۱۰ بر صفر ظفربک اوتاخانوف دارنده مدال نقره آسیا از ازبکستان را شکست داد. وی در دور دوم با نتیجه ۱۲ بر ۱ یونگ نام سو از کره شمالی را از پیش رو برداشت و به مرحله نیمه نهایی راه یافت. ابوذری در این مرحله مقابل کوتا تاکاهاشی دارنده مدال برنز زیر ۲۳ سال جهان با نتیجه ۴ بر ۲ مغلوب شد و به دیدار رده بندی رفت. وی در این دیدار با نتیجه ۵ بر ۲ سیرباز تالگات از قزاقستان را مغلوب کرد و به مدال برنز رسید.